# Epilobium boissieri
Epilobium boissieri är en dunörtsväxtart som beskrevs av Haussk.. Epilobium boissieri ingår i släktet dunörter, och familjen dunörtsväxter. Inga underarter finns listade i Catalogue of Life.